# El sillón del Diablo

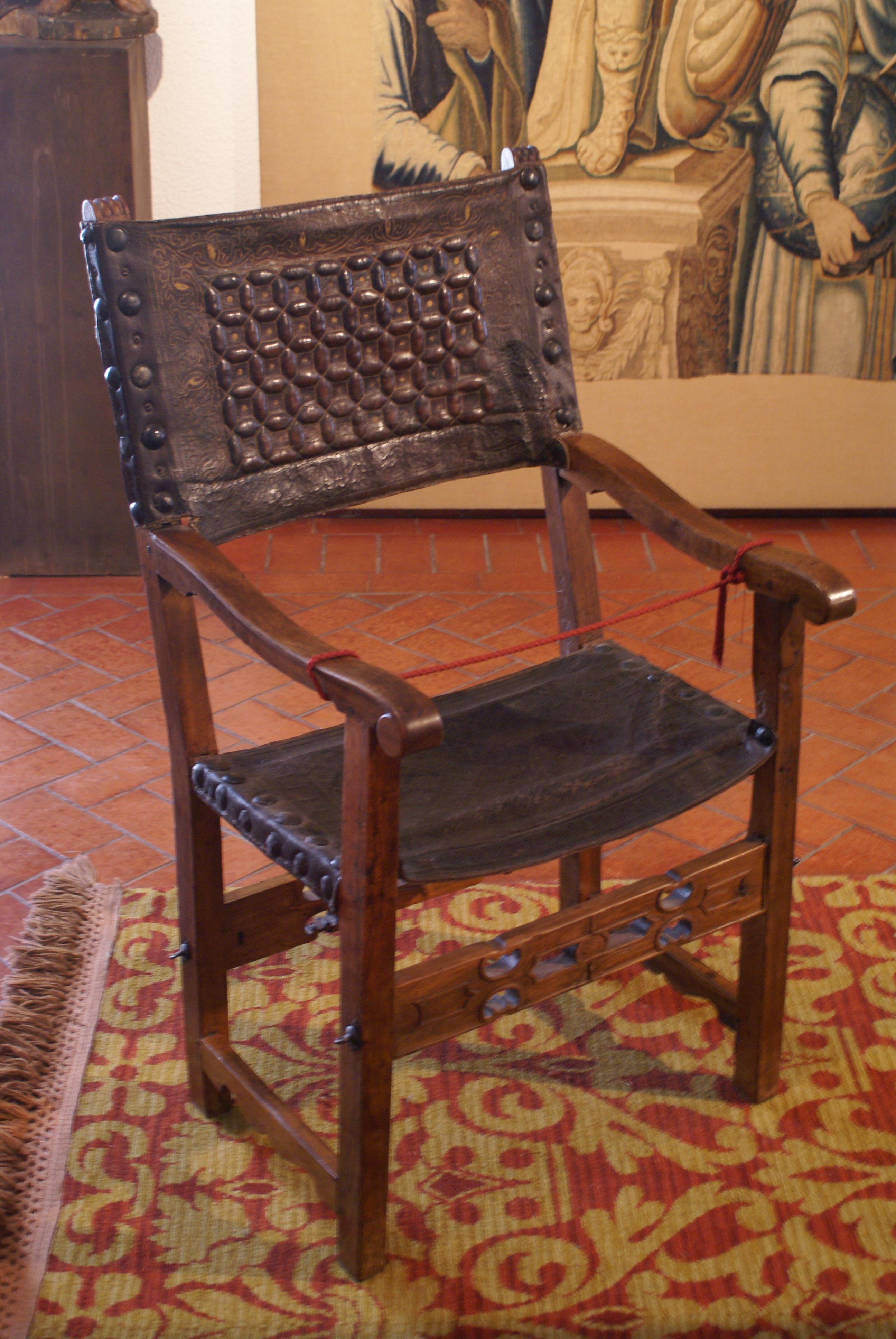
El sillón del Diablo, conservado en el Palacio de Fabio Nelli de Valladolid.

La historia de el sillón del Diablo es una leyenda que se remonta al año 1550, cuando se fundó la primera cátedra de anatomía humana de España en la Facultad de Medicina de la Universidad de Valladolid, dirigida por Alonso Rodríguez de Guevara, quien llevó a cabo las primeras disecciones humanas en España gracias a un permiso real.  
Esta leyenda afirma que, la persona que intente destruir el sillón en cuestión o se siente en él sin ser apto, morirá al cabo de tres días.

## Historia
En la universidad de Valladolid asistió un joven de origen portugués y sefardí, llamado Andrés de Proaza, de 22 años de edad, con gran interés por la anatomía humana. La leyenda relata que en el año 1550 se denunció la desaparición de un niño de 9 años, mientras que los vecinos de la calle Esgueva de Valladolid declararon que desde el sótano de la casa del joven Andrés, cuyas traseras dan a la actual calle de la Solanilla, se oían diferentes llantos y extraños ruidos. Se veía salir agua sanguinolenta a través del desagüe que teñía de rojo las aguas de uno de los ramales del río Esgueva. Los vecinos alertaron a las autoridades de la ciudad. El hallazgo al abrir el sótano fue espeluznante: en una mesa de madera encontraron el cuerpo del niño desaparecido, despedazado tras haberle practicado en vida una autopsia. Además se hallaron cadáveres de perros y gatos en la misma postura que el cuerpo humano de la mesa.
El estudiante Andrés confesó que tenía un pacto con el Diablo a través de una silla que estaba en su escritorio, en la que se sentaba a escribir sus terroríficas ideas y sus espantosas notas de nigromancia o autopsias que practicaba con los seres vivos que cazaba. Al sentarse en este sillón, el diablo le ofrecía toda la sabiduría del mundo en medicina y se comunicaba con él.
Al proceder a registrar los pisos superiores de su casa, se encontró la silla, fabricada con madera de nogal, con respaldo y reposo de cuero y color marrón.
Proaza fue condenado por la Inquisición a morir en la hoguera. Sus inmuebles, y con ellos el sillón, fueron subastados públicamente, pero nadie los adquirió debido a la fama de nigromante que acompañaba a su dueño. El sillón quedó en posesión de la Universidad de Valladolid, España.

### Adaptaciones
La leyenda de Andrés de Proaza y su sillón maldito ha servido de inspiración para la realización de varios relatos y novelas, siendo la última de ellas la novela de ficción de 2016 El sillón del diablo, del autor vallisoletano Víctor Manuel del Pozo.Esta novela mezcla hechos históricos y de la propia leyenda para construir el azaroso camino que llevará a Andrés de Proaza a cometer sus crímenes en nombre del diablo. A la vez, se adentra en el género de la novela negra, pues con el surgimiento de algunos crímenes en el Valladolid parecen reavivar la leyenda y romper la habitual calma de la capital castellana.

## Incidentes que rodean la leyenda
El sillón pasó a manos de la Facultad de Medicina de Valladolid, donde con el paso de los años quedó olvidado a su suerte, hasta que un bedel (alrededor del siglo XIX) lo encontró y lo empezó a utilizar para sentarse entre diferentes descansos. El bedel en cuestión fallecería a los tres días por causas naturales, y su sustituto, que adquirió la misma costumbre de sentarse en el sillón, acabó corriendo la misma suerte.
Fue entonces cuando la leyenda volvió a surgir con fuerza, por lo que la universidad decidió colgar la silla boca abajo, en el techo de la capilla universitaria. Estuvo allí hasta 1890, cuando finalmente pasó a manos del Museo Arqueológico de Valladolid, donde se encuentra hoy día con un recinto precintado.

## Descripción del sillón
Es un mueble de brazos desmontables datada en la segunda mitad del siglo XIV, según la historiadora vallisoletana Eloísa García de Wattenberg. La leyenda que ha llegado hasta nuestros días relata que aquel que se siente en la silla tres veces, una de dos, muere dos o tres días más tarde o adquiere todo el conocimiento del mundo.

## Localización

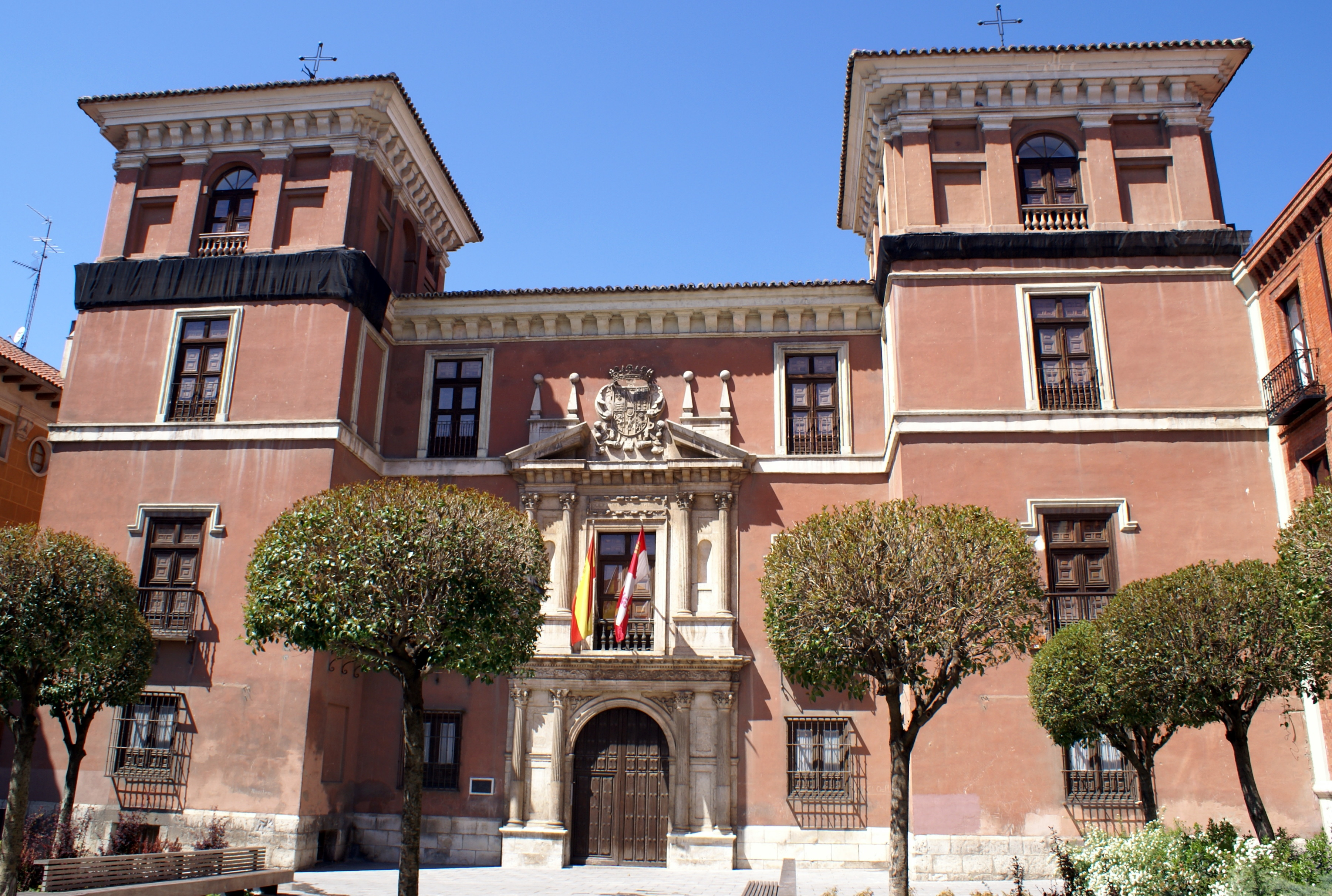
Fachada del Palacio de Fabio Nelli.

Hasta el derribo del edificio histórico de la Universidad, el sillón se encontraba colgado de reversa del techo de la capilla universitaria y a partir de entonces se trasladó al Museo Arqueológico de Valladolid. Con motivo del sexto centenario de la Facultad de Medicina de la Universidad de Valladolid formó parte de las piezas que se mostraron en una exposición conmemorativa en el Museo de la Universidad de Valladolid, cuando este museo estaba situado en el Palacio de Santa Cruz.